# SBU's kvalifikation til DBU's Landspokalturnering for herrer 2010-11
Sjællands Boldspil-Unions kvalifikation til DBU's Landspokalturnering for herrer 2010/2011 var én af DBU's seks lokalunioners kvalifikationsturneringer, der havde til formål at finde i alt 56 hold indrangeret i Danmarksserien eller lavere pr. sæsonen 2009-10 til den landsdækkende 1. runde i DBU's Landspokalturnering for herrer 2010-11 (Ekstra Bladet Cup 2010/2011). SBU's turnering havde deltagelse af 125 hold, der spillede om 13 ledige pladser i pokalturneringens 1. runde.
Turneringen blev afviklet som en cupturnering over fem runder i foråret 2010, og de 13 vindere i femte runde kvalificerede sig til den landsdækkende 1. runde af pokalturneringen.

## Resultater

### 1. runde
1. runde havde deltagelse af 38 hold fra serie 3, 4A, 4B og 5.
| Dato  | Kamp                                      | Res. |
| ----- | ----------------------------------------- | ---- |
| 13.4. | Hvidebæk IF – Hyllinge IF                 | 7-5  |
| 13.4. | Næstved FC 77 – Kirke Hyllinge IF         | 3-0  |
| 13.4. | Stillinge IF – Vemmelev SGI               | 4-1  |
| 13.4. | Mørkøv IF – Vipperød BK                   | 1-2  |
| 13.4. | Annisse IF – Al-Quds FF                   | 1-4  |
| 13.4. | Strandgårdsparken BK – Torslunde-Ishøj IF | 1-2  |
| 13.4. | Jyllinge FC – Gevninge IF                 | 2-1  |
| 13.4. | Stenlille IF – Nykøbing IF                | 5-4  |
| 13.4. | Bramsnæs FB – FC Hvidovre                 | 1-2  |
| 13.4. | Møns FK – Fodby GF                        | 0-4  |

| Dato  | Kamp                                    | Res. |
| ----- | --------------------------------------- | ---- |
| 13.4. | Hashøj IF – Eggeslevmagle IF            | 4-3  |
| 13.4. | Store Lyngby IF – Kirke Værløse IF      | 4-6  |
| 13.4. | Køge FC – Egevoldens IC                 | UHT  |
| 13.4. | Tølløse BK – Roskilde FK                | 6-0  |
| 14.4. | Holte Star Club – Melby-Liseleje IF     | 0-3  |
| 14.4. | Førslev IF – Kværkeby IF                | 1-2  |
| 15.4. | Mladost IF – Gundsømagle IF             | 2-1  |
| 19.4. | MIT FC Greve – BK Røde Stjerne Roskilde | 4-0  |
| 20.4. | Svogerslev FF – Ejby IF                 | 2-1  |

### 2. runde
2. runde havde deltagelse af 48 hold: 19 vindere fra 1. runde samt 29 hold fra serie 3, som trådte ind i turneringen i denne runde.
| Dato  | Kamp                             | Res. |
| ----- | -------------------------------- | ---- |
| 27.4. | Melby-Liseleje IF – FC Hvidovre  | 0-4  |
| 27.4. | Havdrup GI – ØB 90               | 1-3  |
| 27.4. | Tølløse BK – Torslunde-Ishøj IF  | 3-2  |
| 27.4. | Viby IF – Brødeskov IF           | 5-0  |
| 27.4. | FS Hashøj – Vipperød BK          | 2-0  |
| 27.4. | Dalby IF/HFK Fodbold – Måløv BK  | 2-0  |
| 27.4. | Al-Quds FF – Hvidebæk IF         | 3-1  |
| 27.4. | Hashøj IF – Stenlille IF         | 1-2  |
| 27.4. | Anadolu IF – Hørve IF            | 4-3  |
| 27.4. | Næstved FC 77 – Karrebæk IF      | 1-4  |
| 27.4. | Kværkeby IF – IF Frem Bjæverskov | 5-6  |
| 27.4. | Humlebæk BK – FC Djerdap         | 2-1  |
| 27.4. | Fodby GF – Hundige BK            | 0-4  |

| Dato  | Kamp                                        | Res. |
| ----- | ------------------------------------------- | ---- |
| 27.4. | Svogerslev FF – Bagsværd BK                 | 0-6  |
| 27.4. | Kirke Værløse IF – Ishøj United             | 1-4  |
| 28.4. | Køge FC – MIT FC Greve                      | 2-4  |
| 29.4. | Frederiksborg IF – Toksværd Olstrup Fodbold | 0-1  |
| 4.5.  | Store Heddinge BK – Hagested/Tuse Næs BK    | 2-3  |
| 4.5.  | Holmegaard GB – Borup IF                    | 6-0  |
| 4.5.  | IF Skjold Skævinge – BS 72                  | 5-1  |
| 4.5.  | BK Friheden – Svinninge IF                  | 3-2  |
| 4.5.  | Stillinge IF – Kirke Helsinge IF            | 3-1  |
| 6.5.  | Mladost IF – Vetterslev-Høm GF              | 1-2  |
| 11.5. | Jyllinge FC – FC Storebælt                  | 5-6  |

### 3. runde
3. runde havde deltagelse af 60 hold: 24 vindere fra 2. runde samt 36 hold fra serie 1 og 2, som først trådte ind i turneringen i denne runde.
| Dato  | Kamp                                          | Res. |
| ----- | --------------------------------------------- | ---- |
| 11.5. | Viby IF – Kvistgård IF                        | 5-2  |
| 11.5. | Faxe BK – Dianalund IF                        | 2-0  |
| 11.5. | Al-Quds FF – Jyderup BK                       | 3-4  |
| 11.5. | Gilleleje FK – KFUM's BK Roskilde             | 2-0  |
| 11.5. | Toksværd Olstrup Fodbold – Langebæk Alliancen | 2-1  |
| 11.5. | FC Hvidovre – Raklev GI                       | 3-4  |
| 11.5. | Græsted IF – Blovstrød IF                     | 3-2  |
| 11.5. | Hvalsø IF – Værebro BK                        | 2-3  |
| 11.5. | IF Skjold Skævinge – Gladsaxe-Hero BK         | 0-1  |
| 11.5. | Espergærde IF – Taastrup FC                   | 2-1  |
| 11.5. | MIT FC Greve – TFC Odsherred                  | 2-3  |
| 11.5. | Bagsværd BK – Hagested/Tuse Næs BK            | 1-3  |
| 11.5. | Taarbæk IF – AIK 65 Strøby Fodbold            | 5-0  |
| 11.5. | Brede IF – B 73 Slagelse                      | 1-3  |
| 11.5. | ØB 90 – Lundtofte BK                          | 2-3  |

| Dato  | Kamp                                    | Res. |
| ----- | --------------------------------------- | ---- |
| 11.5. | Dalby IF/HFK Fodbold – Frederiksværk FK | 3-1  |
| 11.5. | Helsinge Fodbold – Ballerup IF          | 4-1  |
| 11.5. | Karrebæk IF – Vordingborg IF            | 1-3  |
| 11.5. | FS Hashøj – Rosenhøj BK                 | 2-4  |
| 11.5. | Grønne Stjerne – Hundested IK           | 2-0  |
| 11.5. | Hundige BK – Humlebæk BK                | 2-0  |
| 11.5. | BK Friheden – Kalundborg GB             | 3-2  |
| 11.5. | Skælskør B&I – Haslev FC                | 1-0  |
| 11.5. | Vetterslev-Høm GF – Såby Fodbold        | 1-3  |
| 12.5. | Ishøj United – Slagelse IK              | 4-2  |
| 18.5. | FC Storebælt – Tuse IF                  | 3-5  |
| 18.5. | Tølløse BK – Karlslunde IF              | 0-5  |
| 18.5. | Holmegaard GB – Fløng-Hedehusene Idræt  | 1-2  |
| 18.5. | Stenlille IF – IF Frem Bjæverskov       | 0-2  |
| 25.5. | Stillinge IF – Anadolu IF               | 1-0  |

### 4. runde
4. runde havde deltagelse af 52 hold: 30 vindere fra 3. runde samt 22 hold fra Danmarksserien og Sjællandsserien, som først trådte ind i turneringen i denne runde.
| Dato  | Kamp                                         | Res. |
| ----- | -------------------------------------------- | ---- |
| 25.5. | Hagested/Tuse Næs BK – Ledøje-Smørum Fodbold | 1-7  |
| 25.5. | Viby IF – FK Sydsjælland 05                  | 7-6  |
| 25.5. | Espergærde IF – Fredensborg BI               | 2-4  |
| 25.5. | IF Frem Bjæverskov – FC Øresund              | 0-1  |
| 25.5. | Vordingborg IF – Herlufsholm GF              | 3-4  |
| 25.5. | Toksværd Olstrup Fodbold – Gladsaxe-Hero BK  | 0-4  |
| 25.5. | Hundige BK – Skælskør B&I                    | 4-3  |
| 25.5. | TFC Odsherred – Rosenhøj BK                  | 1-4  |
| 25.5. | Helsinge Fodbold – Ølstykke FC               | 3-2  |
| 25.5. | Græsted IF – Virum-Sorgenfri BK              | 0-4  |
| 25.5. | BK Friheden – Værebro BK                     | 1-4  |
| 25.5. | Gilleleje FK – Solrød FC                     | 2-1  |
| 25.5. | Lundtofte BK – Svebølle B&I                  | 2-6  |

| Dato  | Kamp                                          | Res.  |
| ----- | --------------------------------------------- | ----- |
| 25.5. | Ishøj United – B 1973                         | 10-11 |
| 25.5. | Grønne Stjerne – Såby Fodbold                 | 6-2   |
| 25.5. | Taarbæk IF – Herlev IF                        | 1-3   |
| 25.5. | Dalby IF/HFK Fodbold – Fløng-Hedehusene Idræt | 2-0   |
| 26.5. | Jyderup BK – Skovlunde IF                     | 0-3   |
| 26.5. | Karlslunde IF – Tuse IF                       | 1-4   |
| 26.5. | Faxe BK – IF Skjold Birkerød                  | 0-8   |
| 26.5. | B 73 Slagelse – Elite 3000 Fodbold            | 0-2   |
| 26.5. | FK Sorø Freja – Frederikssund IK              | 3-2   |
| 26.5. | Lynge-Uggeløse IF – Rishøj BK                 | 2-6   |
| 26.5. | Ringsted IF – Værløse BK                      | 4-6   |
| 2.6.  | Stillinge IF – FC Lejre                       | 2-0   |
| 2.6.  | Raklev GI – Avedøre IF                        | 0-4   |

### 5. runde
5. runde havde deltagelse af de 26 vindere fra 4. runde, og de 13 vindere i denne runde kvalificerede sig til 1. runde af DBU's Landspokalturnering for herrer 2010-11.
| Dato | Kamp                                    | Res. |
| ---- | --------------------------------------- | ---- |
| 7.6. | Gilleleje FK – Tuse IF                  | 1-5  |
| 8.6. | Viby IF – Værløse BK                    | 0-5  |
| 8.6. | Grønne Stjerne – Gladsaxe-Hero BK       | 1-6  |
| 8.6. | Dalby IF/HFK Fodbold – Helsinge Fodbold | 0-1  |
| 8.6. | FK Sorø Freja – B 1973                  | 2-4  |
| 8.6. | Stillinge IF – IF Skjold Birkerød       | 1-8  |
| 8.6. | Herlufsholm GF – Fredensborg BI         | 3-1  |

| Dato  | Kamp                              | Res. |
| ----- | --------------------------------- | ---- |
| 9.6.  | Rosenhøj BK – Avedøre IF          | 1-3  |
| 9.6.  | Virum-Sorgenfri BK – FC Øresund   | 3-0  |
| 9.6.  | Værebro BK – Elite 3000           | 2-4  |
| 9.6.  | Hundige BK – Svebølle B&I         | 1-2  |
| 22.6. | Ledøje-Smørum Fodbold – Rishøj BK | 6-2  |
| 22.6. | Herlev IF – Skovlunde IF          | 1-0  |